# L-59

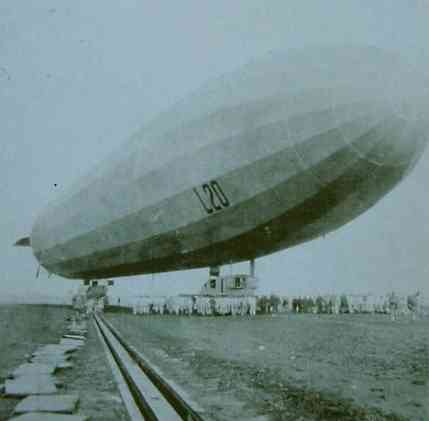
Niemiecki sterowiec typu 59

L-59 – wojenna powieść sensacyjno-przygodowa Janusza Meissnera z 1936 roku.
Opublikowana w wydawnictwie „Rój” w 1937. W Polsce powojennej wydana trzykrotnie, przez Wydawnictwo MON (1968, 1970) i Wydawnictwo Literackie (1974).

## Treść
Akcja rozgrywa się w późnym okresie I wojny światowej. W Niemieckiej Afryce Wschodniej (późniejsza Tanganika) bronią się resztki niemieckiego korpusu kolonialnego pod dowództwem Czarnego Generała. Morska blokada i pogarszająca się sytuacja na lądzie sprawiają, że znajdują się one na skraju kapitulacji. Uratować je może tylko odpowiednie zaopatrzenie dostarczone drogą powietrzną, do czego ma posłużyć olbrzymi sterowiec L-59 – duma niemieckiej myśli technicznej.
Główną postacią powieści jest „szlachetny Niemiec” – doktor Knoll, romantyczny awanturnik zmierzający do wzniecenia afrykańskiego powstania przeciw europejskim władzom kolonialnym. Sympatyzujący z socjalistami, od dawna ogarnięty jest obsesyjną ideą wywołania zrywu ludów Afryki przeciw opresji Niemców, Anglików i innych kolonizatorów. Jego rzeczywistej roli wśród załogi nie zna nikt, a ekspedycja sterowca jest dla niego jedynie środkiem wiodącym do realizacji własnego skrytego celu. Jego prawdziwych zamiarów nie jest świadom nawet życzliwy mu dowódca sterowca – komandor Eckholt. Doktor Knoll nie wie jednak, że jego marzenie nigdy się nie spełni, gdyż Niemcy przegrywają już wojnę w Afryce, zaś szanse dotarcia wyprawy do celu są niewielkie. Od początku bowiem decydującą misję L-59 prześladuje pech i ścigają niepowodzenia, zaś angielskie dowództwo również stara się udaremnić to ryzykowne przedsięwzięcie.

## Tło historyczne

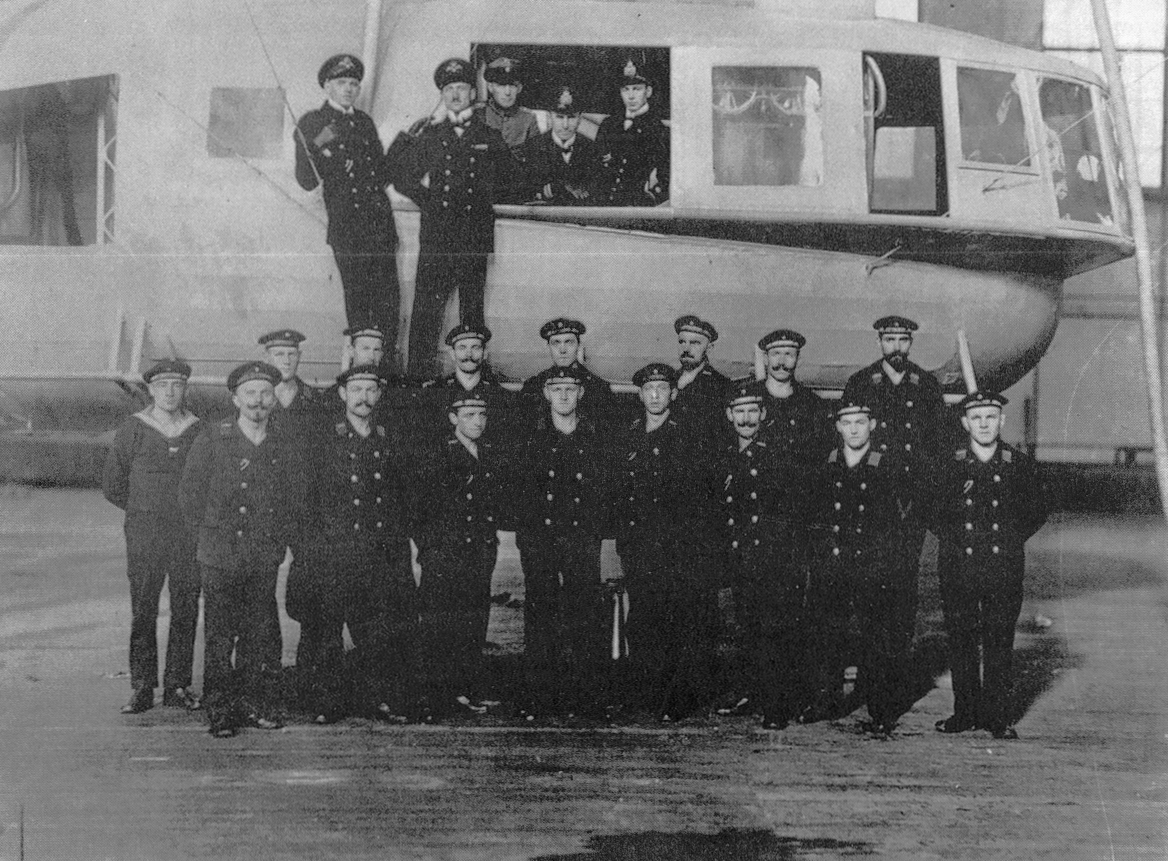
„Afrykańska” załoga sterowca (fot. z listopada 1917)

Fabułę oparto na autentycznych wydarzeniach związanych z wyprawą sterowca LZ-104 w celu zaopatrzenia wschodnioafrykańskiego korpusu generała von Lettow-Vorbecka, nazwanego w powieści Czarnym Generałem. Zmienione nieco zostały nazwiska głównych postaci – oficerów (np. kmdr. Eckholt to połączenie nazwisk dwóch kolejnych dowódców statku – Bockholta i Eckenera). Inaczej też niż w powieści doszło do zagłady sterowca, która nastąpiła znacznie później, dopiero w kwietniu 1918 roku. Jednakże dotąd niepokonane jego osiągnięcie – przebycie 6800 km w ciągu 95 godzin – uchodzi w dziejach lotnictwa za najdłuższy wojskowy lot bez międzylądowania.